# Floyd Simmons
Floyd Macon Simmons, Jr. (ur. 10 kwietnia 1923 w Charlotte, zm. 1 kwietnia 2008 tamże) – amerykański lekkoatleta (wieloboista), dwukrotny medalista olimpijski, później aktor.
Podczas II wojny światowej walczył w kampanii włoskiej w składzie 10 Dywizji Górskiej. Został odznaczony Purpurowym Sercem.
Studiował na University of North Carolina.
Zdobył brązowy medal w dziesięcioboju na igrzyskach olimpijskich w 1948 w Londynie za swym rodakiem Bobem Mathiasem i Ignace’em Heinrichem z Francji. Cztery lata później na igrzyskach olimpijskich w 1952 w Helsinkach powtórzył to osiągnięcie, przegrywając ponownie z Mathiasem i innym Amerykaninem Miltem Campbellem.
Był wicemistrzem Stanów Zjednoczonych (AAU) w dziesięcioboju w 1951 oraz brązowym medalistą w 1947, 1948 i 1952, a także wicemistrzem w biegu na 110 metrów przez płotki w 1947.
Następnie pracował jako aktor. Zagrał. m.in. w filmie Południowy Pacyfik. Był rozważany jako odtwórca głównej roli męskiej w filmie Kotka na gorącym blaszanym dachu, ale ostatecznie otrzymał ją Paul Newman. Simmons mieszkał później przez jakiś czas na Tahiti, a potem był fotografikiem w rodzinnym Charlotte. Zmarł w tym mieście  w wieku 84 lat.